# Филонова, Евгения Михайловна
Евгения Михайловна Филонова (20 марта 1946, Москва — 30 декабря 1988, Москва) — советская актриса театра и кино.

## Биография
Родилась 20 марта 1946 года в Москве, выросла на Большой Ордынке рядом с филиалом Малого театра («Дом Островского»).
После окончания средней школы в 1964 году Евгения Филонова смогла с первой попытки поступить в Щукинское училище на курс Татьяны Кирилловны Коптевой.
На первом курсе её пригласили на съёмки фильма режиссёра А. Сахарова по пьесе Беллы Ахмадулиной «Чистые пруды» (1965).
В 1968 году окончила Московское театральное училище им. Щукина и стала актрисой Московского драматического театра им. Н.В. Гоголя, где прослужила до конца жизни.
В 1968 году сыграла в фильме-сказке «Снегурочка», поставленный на киностудии «Ленфильм» режиссёром Павлом Кадочниковым по одноимённой пьесе А.Н. Островского из цикла «Весенние сказки».
В 40 лет у Филоновой было обнаружено онкологическое заболевание — рак молочной железы. Операцию сделали слишком поздно, к тому же прошла она неудачно.
Скончалась 30 декабря 1988 года у себя дома в Москве на 43-м году жизни. Похоронена в Москве на Даниловском кладбище.

## Семья
Отец — Михаил Иванович Филонов (1906—1961), работал машинистом на железной дороге. Мать — Екатерина Михайловна Щеглова (1913—1972), домохозяйка.
Сёстры — Галина, Людмила (28.04.1938—22.04.2012). Брат — Геннадий (1931—1996)
Муж — Евгений Хохлов, в 1966—1968 годах — актёр Московского театра сатиры, с 1968 работает на ЦТ СССР, режиссёр-документалист на Гостелерадио СССР, телекомпании «Останкино», ВГТРК и преподаватель в Институте Кино и Телевидения (ГИРТ), академик Международной академии телевидения и радио (IATR), доцент. Развелись в 1975 году.
Дочь — Марина Хохлова (род. 1970).

## Творчество

### Театральные работы
- «Красные дьяволята» П. Бляхина, А. Полевого, А. Толбузина  — Катя
- «Как ты живёшь, Зося?» И. Ирошниковой — Зося
- «Пока арба не перевернулась» О. Иоселиани — Цаго
- «Одни, без ангелов» Л. Жуховицкого — Галя
- «Рок-н-ролл на рассвете» Т. Колесниченко, В. Некрасова — Дженни
- «Безобразная Эльза» Э. Рислакки — Паула
- «Проделки Ханумы» А. Цагарели — Кабато
- «Мы так недолго живём» И. Касумова — Нурида
- «Слепой падишах» Н. Хикмета, В. Туляковой — Королева Равнодушия
- «Закон» А. Ваксберга — Лёлька

### Фильмография
- 1965 — Чистые пруды — Нина
- 1968 — Снегурочка — Снегурочка
- 1970 — Штрихи к портрету В.И. Ленина — художница
- 1973 — Остановите Потапова! — Наташа
- 1976 — Пока арба не перевернулась — Цаго